# دانشگاه فرایبورگ
دانشگاه فرایبورگ (به آلمانی: Universität Freiburg) یک دانشگاه تحقیقاتی دولتی در فرایبورگ واقع در ایالت بادن-وورتمبرگ آلمان است که در سال ۱۴۵۷ میلادی بنیان‌نهاده شده‌است. این دانشگاه از قدیمی‌ترین دانشگاه‌های اروپا می‌باشد.
دانشگاه فرایبورگ در سال ۲۰۰۷ به عنوان دانشگاه برتر آلمان انتخاب شد.
مارتین هایدگر فیلسوف معاصر نیز در این دانشگاه به تحصیل و تدریس پرداخته‌است.

## نگارخانه مشاهیر

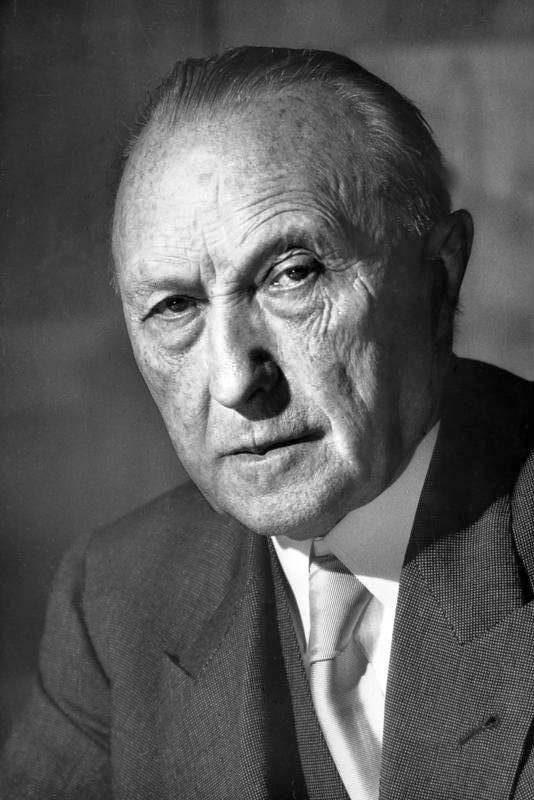
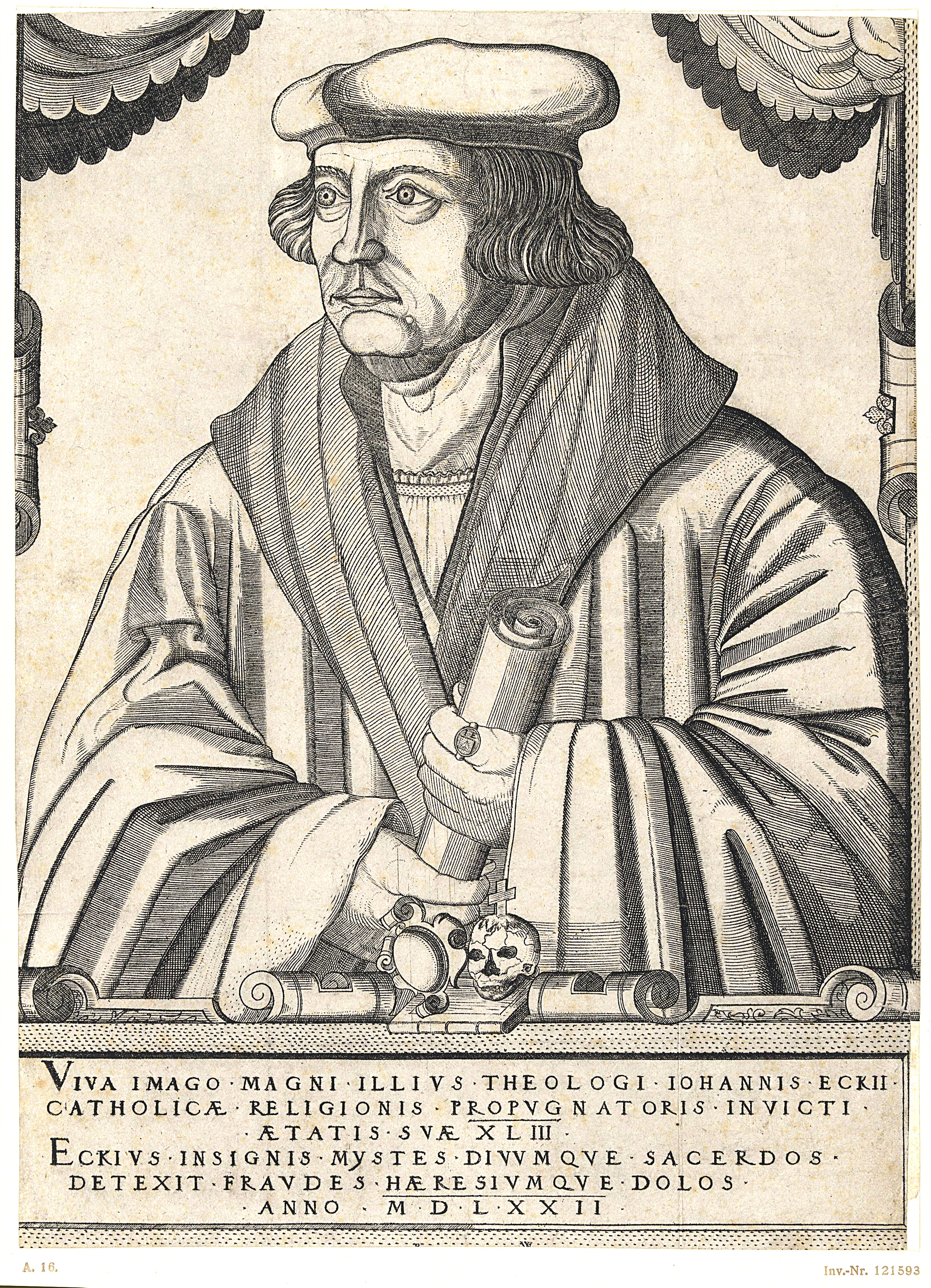
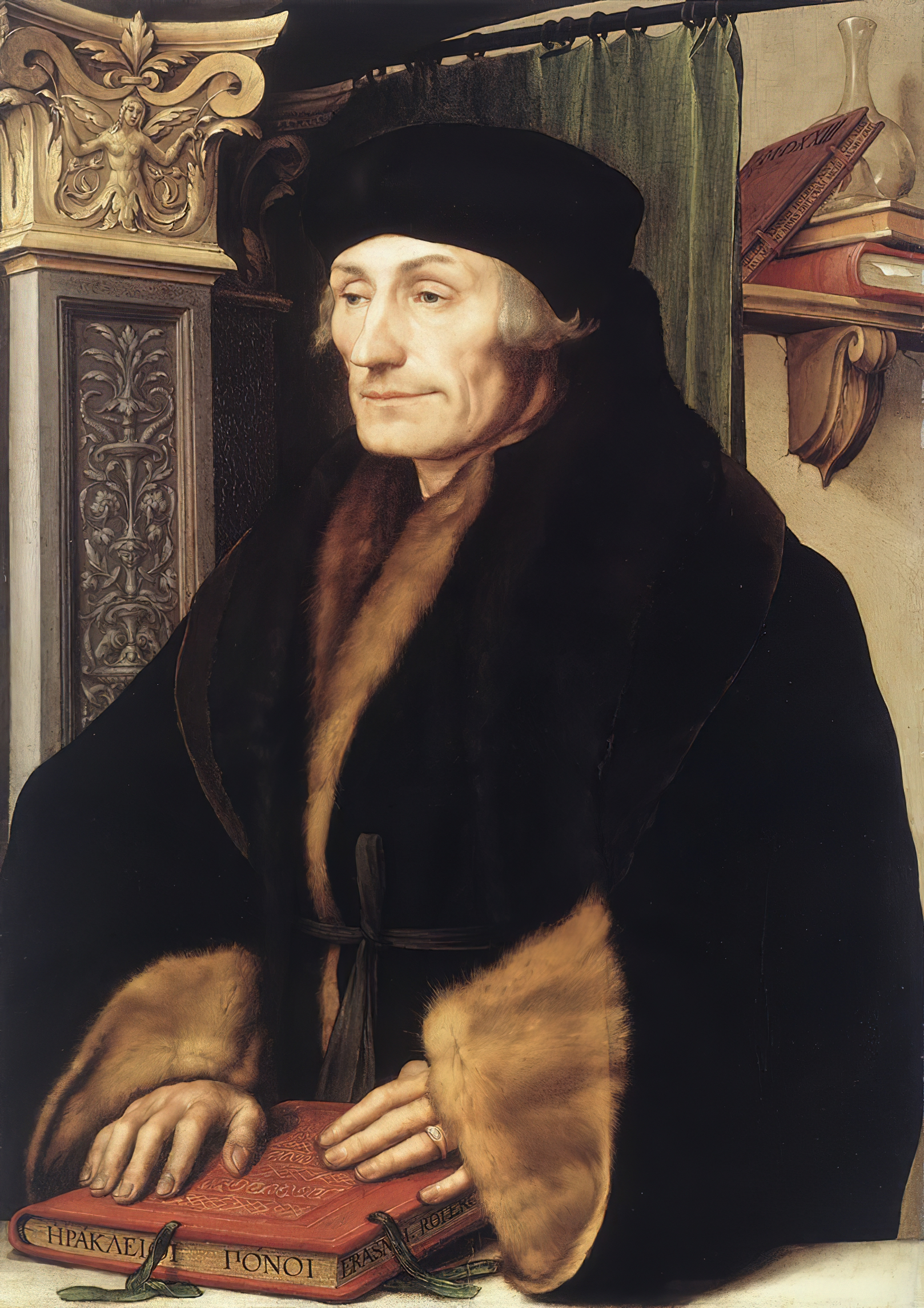
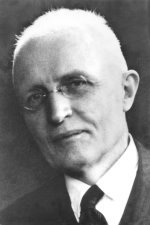
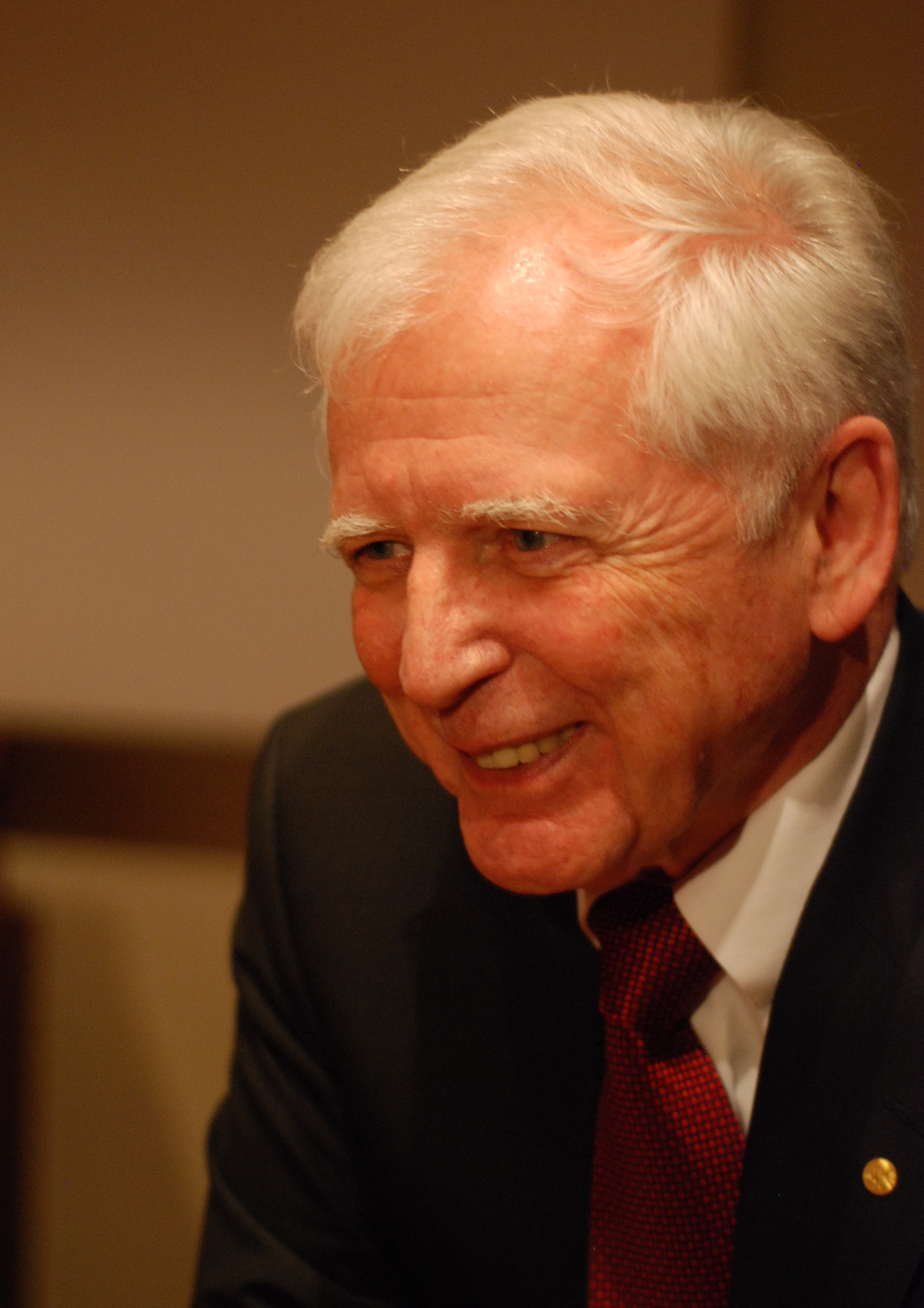
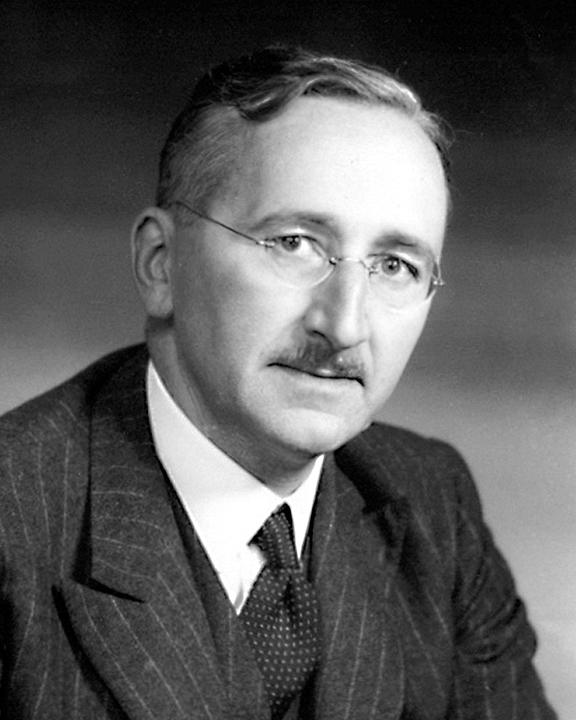
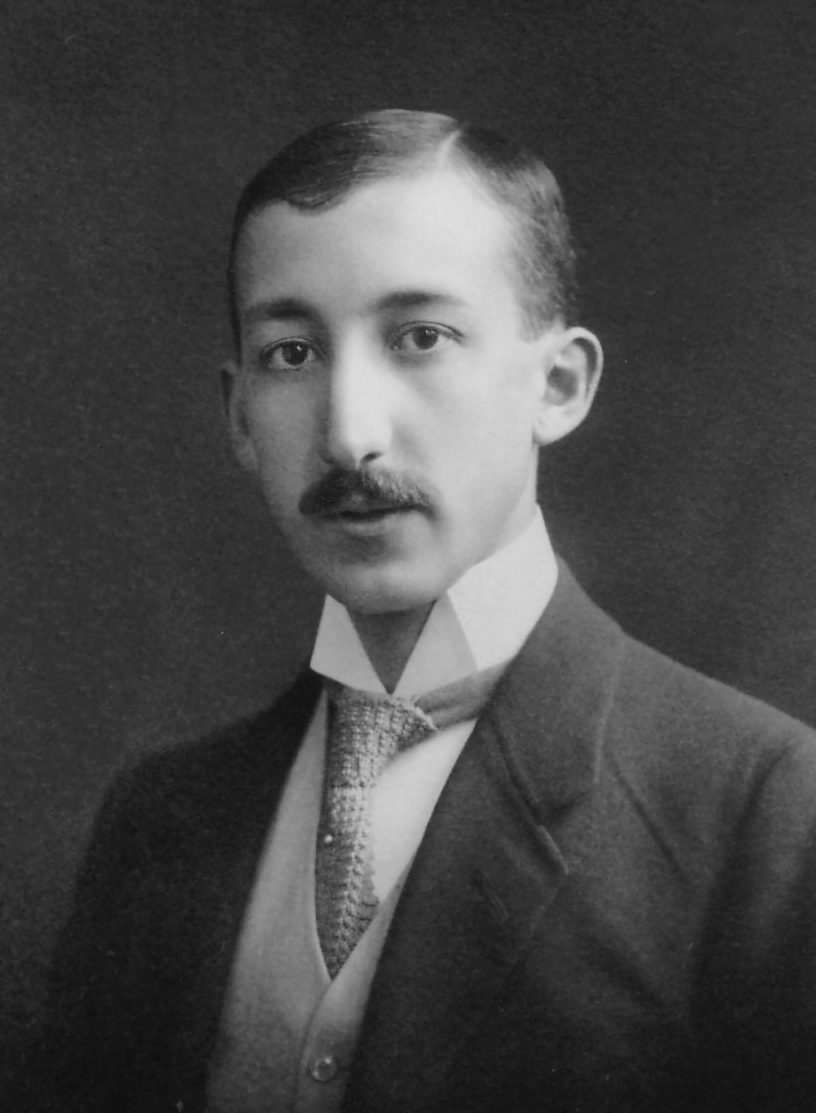
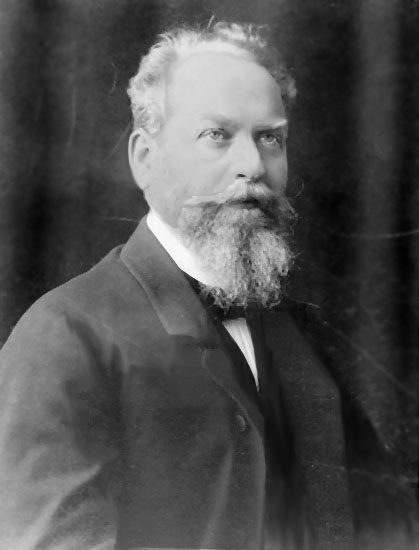
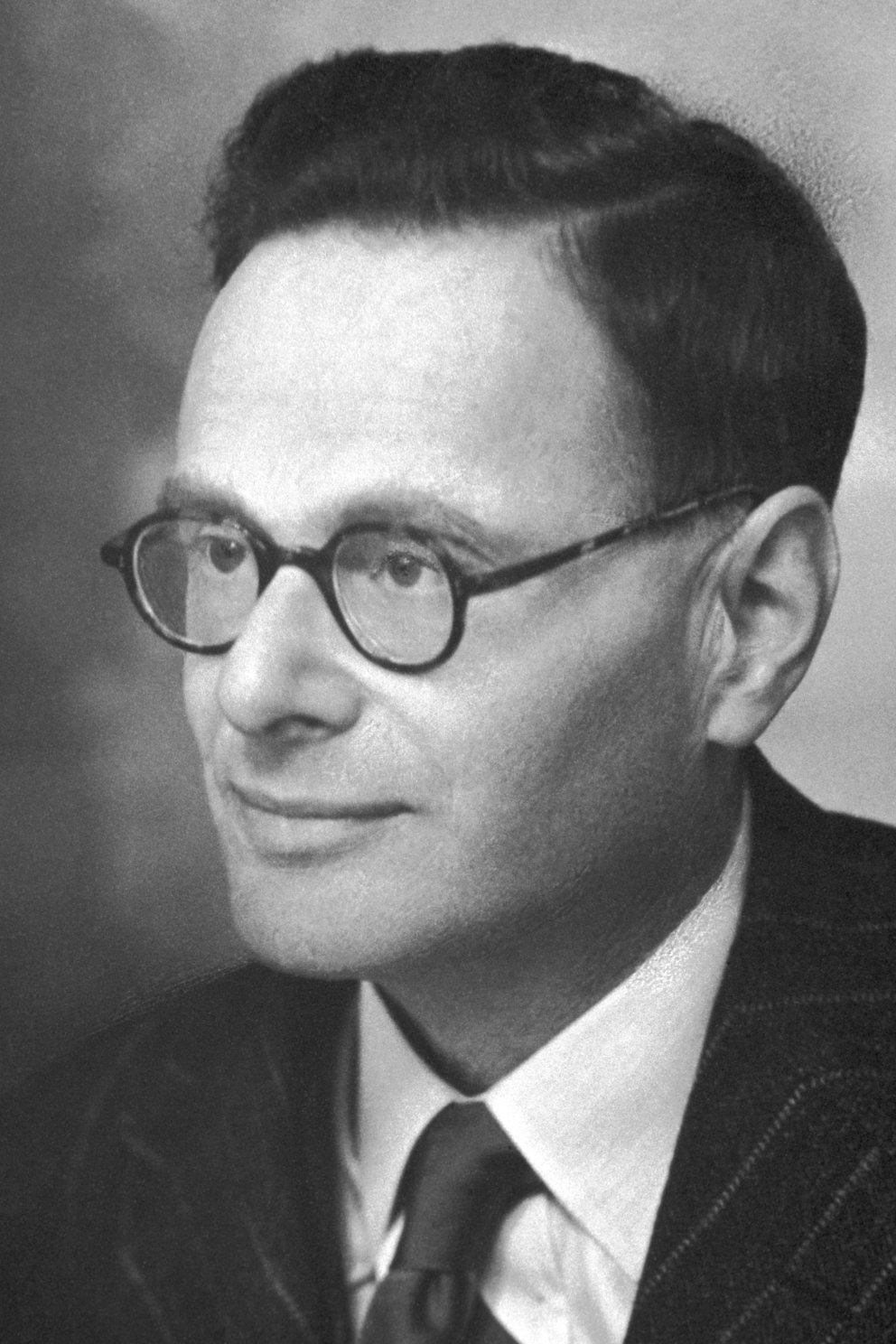
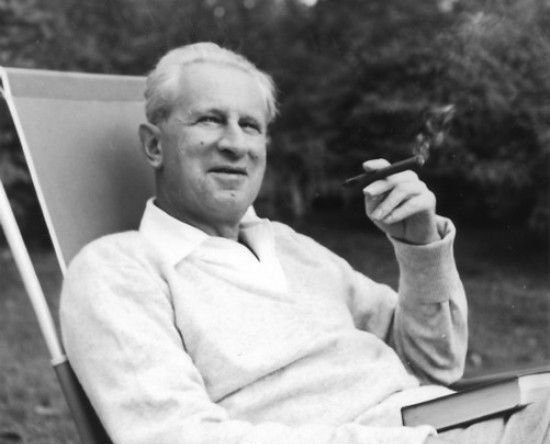
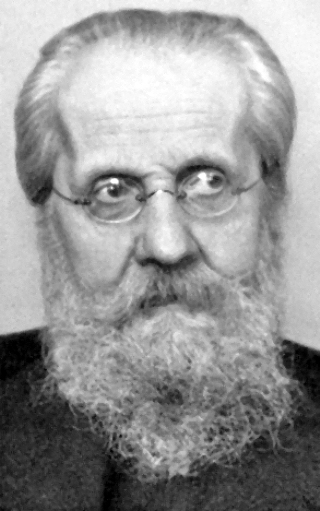
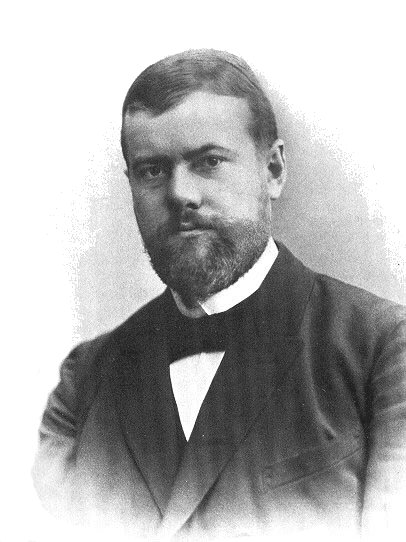
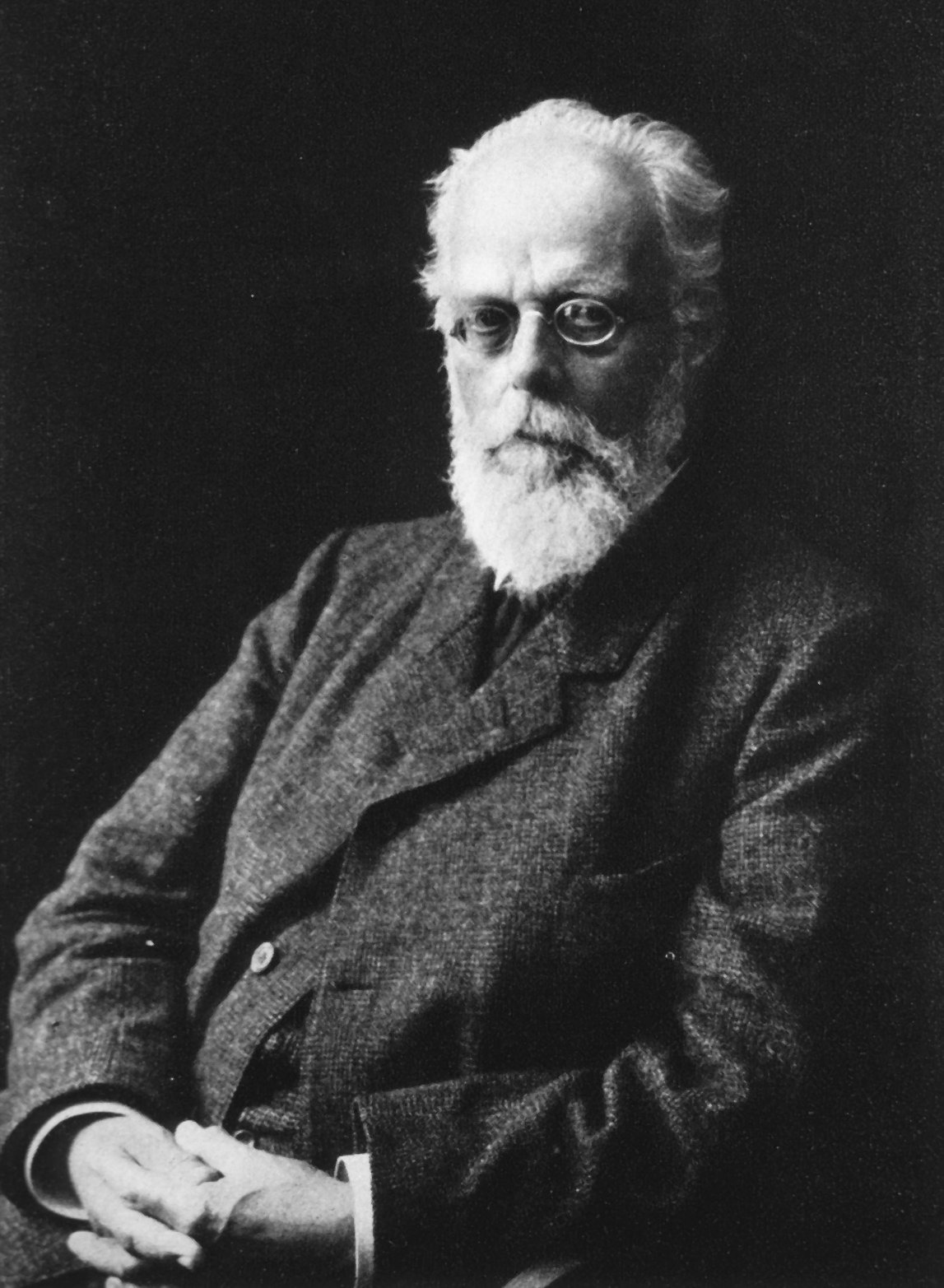
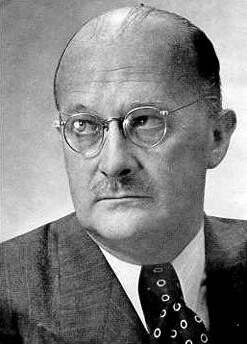